# Episodi di Good Witch (seconda stagione)
La seconda stagione della serie televisiva Good Witch, composta da 10 episodi, è stata trasmessa in prima visione negli Stati Uniti su Hallmark Channel dal 17 aprile al 19 giugno 2016. Un ulteriore episodio speciale è andato in onda il 22 ottobre 2016 in occasione di Halloween.
In Italia, la stagione è stata interamente pubblicata assieme alla prima il 1º dicembre 2016 sul servizio on demand Netflix ad eccezione dell'episodio speciale di Halloween, poi pubblicato il 1º ottobre 2017 insieme alla terza stagione. In chiaro i primi dieci episodi sono andati in onda dal 3 al 6 gennaio 2017 e il 7 maggio 2017 su Rai 2.
| nº                                                       | Titolo originale                                         | Titolo italiano                     | Prima TV USA    | Pubblicazione Italia |
| -------------------------------------------------------- | -------------------------------------------------------- | ----------------------------------- | --------------- | -------------------- |
| 1                                                        | Second Time Around                                       | La seconda volta                    | 17 aprile 2016  | 1º dicembre 2016     |
| 2                                                        | Driven                                                   | Lezioni di guida                    | 24 aprile 2016  | 1º dicembre 2016     |
| 3                                                        | Out of the Past                                          | Il passato ritorna                  | 1º maggio 2016  | 1º dicembre 2016     |
| 4                                                        | The Trouble With Love                                    | Problemi d'amore                    | 8 maggio 2016   | 1º dicembre 2016     |
| 5                                                        | Surprise Me                                              | Sorprendimi                         | 15 maggio 2016  | 1º dicembre 2016     |
| 6                                                        | Risk                                                     | Il rischio                          | 22 maggio 2016  | 1º dicembre 2016     |
| 7                                                        | What's Your Secret?                                      | Qual è il tuo segreto?              | 29 maggio 2016  | 1º dicembre 2016     |
| 8                                                        | Truth                                                    | La verità                           | 5 giugno 2016   | 1º dicembre 2016     |
| 9                                                        | A Perfect Match, Part 1                                  | Una coppia perfetta (prima parte)   | 12 giugno 2016  | 1º dicembre 2016     |
| 10                                                       | A Perfect Match, Part 2                                  | Una coppia perfetta (seconda parte) | 19 giugno 2016  | 1º dicembre 2016     |
| Speciale di Halloween: Good Witch: Secrets of Grey House | Speciale di Halloween: Good Witch: Secrets of Grey House | L'incantatrice unisce               | 22 ottobre 2016 | 1º ottobre 2017      |